# Owl Pharaoh
Owl Pharaoh — дебютный сольный микстейп американского рэпера Трэвиса Скотта. Он был выпущен 21 мая 2013 года лейблами Grand Hustle Records и Epic Records бесплатно. Микстейп включает в себя совместные работы с такими артистами как T.I., Wale, A$AP Ferg, Meek Mill и т. д.

## История создания
В 2011 году Скотт анонсировал Owl Pharaoh как 11-трековую расширенную запись с 2 бонус-треками. Эта версия должна была включать такие песни, как «Lights (Love Sick)», «Analog» и «That B!tch Crazy». Однако это было до того, как талант Трэвиса Скотта приметили высокооценённые рэперы и руководители звукозаписи: T.I. и Канье Уэст. После начала сотрудничества с ними, проект был переработан. Скотт затем объявил, что Owl Pharaoh будет выпущен в том же месяце, что и GOOD Music’s «Cruel Summer» (2012). Однако этот релиз не состоялся. Затем Скотт ещё раз переработал проект и назначил новую дату на 22 февраля 2013 года. Проект вновь не был выпущен.
После обретения популярности в результате включения в список Freshman Class 2013 журнала XXL, Скотт назначил ещё одну дату выпуска микстейпа на 21 мая 2013 года, а также объявил, что вскоре после этого он будет выставлен на продажу в iTunes.
В одном из интервью Трэвис Скотт объяснил смысл названия своего проекта: «Все мои знакомые от Хьюстона до Нью-Йорка называют меня совой. Я просто не сплю. Я всё время бодрствую и чем-то занят. Я умный человек, а совы мудры. <…> Я чувствую, что я король всего нового поколения. Я создаю новое лицо Хьюстона. Хочу представлять его, как представлял бы фараон.»

## Выпуск и продвижение
Первой песней, выпущенной для продвижения микстейпа, была «Blocka La Flame» с участием ямайского певца Popcaan. Она была выпущена 14 декабря 2012 года. Продюсированием занимались Young Chop, Майк Дин и сам Скотт.
Второй песней, выпущенной из микстейпа, была «Quintana» с участием рэпера Wale. Она был выпущена 22 марта 2013 года. Продюсированием занимались Sak Pase, Энтони Килхоффер и сам Скотт. Песня также сопровождалась клипом, в котором Скотт горит в огне, одетый в смирительную рубашку.
Третья песня, выпущенная из микстейпа, преподнесённая как ведущий сингл «Upper Echelon» с участием 2 Chainz и главы лейбла Grand Hustle T.I. (версия микстейпа включала только T.I.). Песня была выпущена 18 апреля 2013 года и официально выпущена на iTunes на следующий день. 16 июня 2013 года был выпущен клип на песню «Upper Echelon» при участии T.I. и 2 Chainz. Продюсированием занимались Энтони Килхоффер, Джей Грэм и сам Скотт.

## Реакция
| Оценки критиков | Оценки критиков |
| Источник        | Оценка          |
| --------------- | --------------- |
| XXL             | (XL)            |
| The Needle Drop | [ 4 ]           |

Микстейп встретил одобрение у музыкальных критиков. Ральф Бристау из XXL поставил альбому 4/5, сказав: «Хотя он всё ещё находит себя в лирике, его работа вне рамок и желание пробовать что-то новое не дают этому стать проблемой. Возможно, единственный недостаток Owl Pharaoh в том, что он всё ещё не совсем отвечает на вопрос „Кто именно такой Трэвис Скотт?“ К счастью для него, этот невероятно сплоченный дебют настолько завораживает, что каждый захочет узнать.»
Owl Pharaoh был номинирован на Лучший Микстейп на BET Hip Hop Awards 2013. Spin поставили его на 21-е место в своем списке «40 лучших хип-хоп альбомов 2013 года». XXL назвал этот микстейп пятым лучшим микстейпом 2013 года. Они акцентировали внимание на словах: «Помимо всего прочего, продюсерские навыки Трэвиса Скотта полностью демонстрируют его широкий диапазон звучания. Owl Pharaoh — ранний признак того, что его потенциал огромен.»
Интернет-критик Энтони Фантано оценил дебют артиста в 3/10, отметив, что микстейп представляет собой компиляцию из идей и звучания таких рэперов как Future, Kanye West и Chief Keef.

## Список композиций
| №                   | Название                                                        | Автор(ы)                                                                               | Продюсер(ы)                       | Длительность |
| ------------------- | --------------------------------------------------------------- | -------------------------------------------------------------------------------------- | --------------------------------- | ------------ |
| 1.                  | «Meadow Creek»                                                  | Jacques Webster                                                                        | Travis Scott                      | 1:48         |
| 2.                  | «Bad Mood / Shit on You»                                        | Webster Emile Haynie Julian Gramma                                                     | Emile Haynie J Gramm Scott        | 5:18         |
| 3.                  | «Upper Echelon» (при участии T.I. и 2 Chainz)                   | Webster Gramma Tauheed Epps Clifford Harris, Jr. Anthony Kilhoffer Майк Дин Kanye West | J Gramm Scott Kilhoffer Dean West | 2:53         |
| 4.                  | «Chaz Interlude» (при участии Toro y Moi)                       | Chazwick Bundick                                                                       | Toro y Moi                        | 1:40         |
| 5.                  | «Uptown» (при участии A$AP Ferg)                                | Webster Darold Ferguson, Jr. Ebony Oshunrinde                                          | WondaGurl Scott                   | 4:29         |
| 6.                  | «Hell of a Night»                                               | Webster James Fauntleroy II Dacoury Natche Columbus Smith III Raymond Martin           | DJ Dahi Rahki Rey Reel Scott      | 3:14         |
| 7.                  | «Blocka La Flame»                                               | Webster Andrae Sutherland Dean Tyree Pittman                                           | Young Chop Dean Scott             | 3:38         |
| 8.                  | «Naked»                                                         | Webster Gramma Justin Vernon                                                           | Gramm Scott                       | 1:40         |
| 9.                  | «Dance on the Moon» (при участии Theophilus London и Paul Wall) | Webster Theophilus London Paul Slayden Gramm                                           | Gramm Scott                       | 5:14         |
| 10.                 | «MIA»                                                           | Webster Lexus Lewis                                                                    | Lex Luger Scott                   | 4:22         |
| 11.                 | «Drive» (при участии James Fauntleroy)                          | Webster Fauntleroy II                                                                  | Scott                             | 5:14         |
| 12.                 | «Quintana» (при участии Wale)                                   | Webster Olubo Akintimehin Kilhoffer Shama Joseph                                       | Sak Pase Scott Kilhoffer          | 5:07         |
| 13.                 | «Bandz» (при участии Meek Mill)                                 | Webster Robert Williams Dean                                                           | Scott Dean The Dope Boys          | 4:31         |
| Общая длительность: | Общая длительность:                                             | Общая длительность:                                                                    | Общая длительность:               | 52:12        |